# Dobromir (distrikt)
Dobromir (bulgariska: Добромир) är ett distrikt i Bulgarien.   Det ligger i kommunen Obsjtina Ruen och regionen Burgas, i den östra delen av landet, 300 km öster om huvudstaden Sofia.
Trakten runt Dobromir består till största delen av jordbruksmark. Runt Dobromir är det ganska glesbefolkat, med 47 invånare per kvadratkilometer.